# ساليوت 2
ساليوت 2 (بالروسية: Салют-2) كانت محطة فضاء سوفيتية أطلقت في 3 أبريل عام 1973 كجزء من برنامج ساليوت. في غضون أسبوعين من إطلاقها فقدت المحطة السيطرة على الارتفاع والضغط مما جعلها غير صالحة للاستعمال. ودخلت الغلاف الجوي يوم 28 مايو 1973.